# Staatsschuldenquote in Rumänien
Die Staatsschuldenquote Rumäniens gibt das Verhältnis zwischen den rumänischen Staatsschulden einerseits und dem rumänischen nominalen Bruttoinlandsprodukt andererseits an.

## Entwicklung in den letzten Jahren
Die Staatsschuldenquote Rumäniens stieg aufgrund der Finanzkrise zwischen 2008 und 2013 an. Entsprach die Staatsverschuldung von 70,2 Mrd. Leu Ende 2008 einer Staatsschuldenquote von 13,6 %, so erreichte die Staatsschuldenquote Ende 2013 angesichts eines Schuldenstandes von dann inzwischen 247,5 Mrd. Leu einen Wert von 39,4 %.

## Prognostizierte Entwicklung
Der Internationale Währungsfonds geht davon aus, dass die Staatsschuldenquote Rumäniens bis Ende 2019 bei einem Schuldenstand von dann 321,5 Mrd. Leu auf 36,5 % leicht zurückgeht.